# Alfred Anthony von Siegenfeld
Alfred Anthony von Siegenfeld (Graz, 1854. június 1. – Bécs, 1929. november 5.) osztrák heraldikus és levéltáros.

## Élete
Ősei Aachenből származtak, nagyapja Franz Siegenfeld vezérőrnagy (elhunyt: 1815), apja Josef Siegenfeld lovassági kapitány (elhunyt: 1886) volt. Grazban hallgatott filozófiát és jogot, majd 1873-ban egy éven át Göttingenben tanult. 1877-ben hivatásos tisztként vonult be a hadseregbe, 1880 és 1882 közt Bécsben katonai tanulmányokat folytatott, majd mint kapitány szolgált több alakulatnál. Már 1882-ben megpróbált elhelyezkedni az osztrák állami levéltárban, ez végül 1884-ben sikerült neki. 1905. május 22.-én állami levéltárosi címet kapott, 1911-ben osztálytanácsossá nevezték ki, 1913-ban igazgatóhelyettes lett. 1918. november 30.-án vonult nyugdíjba. 
Siegenfeldet az Osztrák–Magyar Monarchia legkiemelkedőbb heraldikai szaktekintélyének tartották. Hivatalos megbízásra dolgozott a megszállt Bosznia-Hercegovina osztrák-magyar címerben való ábrázolásán. Szakvéleményt adott a főhercegi osztrák és a  grófi Chotek-család címerének egyesítéséről a trónörökös Ferenc Ferdinánd főherceg és Chotek Zsófia grófnő házasságkötése alkalmából. Magában a levéltárban Siegenfeld volt a felelős a gazdag dokumentumgyűjteményért és a birodalmi anyakönyvekért. Ő állította össza a ma is létező halotti és házassági értesítőket tartalmazó különgyűjteményt Partezettelsammlung néven. Az ő tervei alapján készültek el azok a vas irattartó dobozok, amelyeket a zágrábi Horvát Állami Levéltárban mind a mai napig használnak. Az Adler nevű genealógiai-heraldikai társaság alelnöke is volt. 
Nagy szerepe volt Burgenland címerének kialakításában. Számos heraldikai publikáció mellett a Neuer Siebmacher című címergyűjtemény elkészítésével szerzett hírnevet, a Stájerországgal foglalkozó kötetnek nem csupán szerzője, hanem rajzolója is volt. Bécsben, a Neustifter Friedhof-ban temették el, sírja nem maradt fenn. Otto Gross pszichoanalitikus nagybátyja, Hans Gross kriminológus unokatestvére volt.

## Válogatott munkái
- Das Landeswappen der Steiermark. Graz 1900.
- Steiermark kötet a  Neuer Siebmacher gyűjteményben.

## Fordítás
- Ez a szócikk részben vagy egészben  az   Alfred Anthony von Siegenfeld című német Wikipédia-szócikk ezen változatának fordításán alapul.  Az eredeti cikk szerkesztőit annak laptörténete sorolja fel. Ez a jelzés csupán a megfogalmazás eredetét és a szerzői jogokat jelzi, nem szolgál a cikkben szereplő információk forrásmegjelöléseként.